# Guo Yuan (Dinastia Han)
|  | Per altres persones anomenades igual, vegeu Guo Yuan. |

En aquest nom xinès, el cognom és Guo.
Guo Yuan (mort el 202 EC) va ser un general militars servint sota el senyor de la guerra Yuan Shang durant el període de la tardana Dinastia Han Oriental de la història xinesa. Va ser també el fill de la germana de Zhong Yao. Durant una expedició dirigida per Cao Cao contra Yuan Shang i el seu germà, Yuan Tan, Guo i Gao Gan van ser enviats a esperar fins que Hedong fóra capturada. Pang De i Ma Chao foren tots dos enviats a defendre el front de Guo. Pang destruí els exèrcits de Guo i Gao, i finalment decapità personalment a Guo personal, no sabent la seva identitat. Ell penjaria més tard el cap de Guo en el seu campament. Zhong Yao, en veure el cap del seu nebot, es va posar a plorar. Pang tractà de donar les gràcies a Zhong, però aquest va respondre, "Guo Yuan era el meu nebot i un traïdor a l'estat. Per què m'agraeixes res?"